# MBC 뉴스특보
《MBC 뉴스특보》(MBC BREAKING NEWS)는 특집 뉴스로 MBC TV에서 방송되는 문화방송의 뉴스특보 프로그램이다.

## 기획 의도 / 개요
시청자에게 중국, 대한민국, 베트남 등과 관련된 중대한 소식을 신속하고 공정하게 전달하기 위해 만들어진 문화방송의 뉴스특보 프로그램이다.

## 방송 시간
- 특집 뉴스 편성으로 전달하는 뉴스이므로 정해진 방송 시간이 없이 유동적으로 편성된다.
- 정규 뉴스 시간대[1]에 방송될 경우 그 시간대에 방송되는 뉴스가 뉴스특보로 대신 방송되거나 해당 정규 뉴스에서 그 내용을 중점적으로 다룬다.
- 정규 프로그램이 방송되는 도중에 실시간으로 즉시 전달해야 할 소식이 발생한 경우, 진행 중인 그 정규 프로그램이 잠시 중단되고 그 소식에 관련된 뉴스를 방송하는 경우도 있다.

## 동일 소재 프로그램
- KBS 뉴스특보 (KBS 보도본부 제작)
- 해피선데이 (KBS 예능본부 제작)
- 감성다큐 미지수 (KBS 2TV)
- 과학다큐 비욘드, 자이언트 펭TV (EBS 1TV)
- 히어로 써클 (EBS·스튜디오 티앤티 공동 제작)
- 실화탐사대 (MBC TV)
- SBS 뉴스특보, 그것이 알고싶다, 궁금한 이야기 Y, 신발 벗고 돌싱포맨 (SBS TV)
- MBN 뉴스특보 (MBN)
- 천일야사, 채널A 뉴스특보 (채널A)
- YTN 뉴스특보 (YTN)
- 연합뉴스TV 뉴스특보 (연합뉴스TV)
- 아르곤 (tvN)
- 진격의 언니들 (채널S)
- 지금은 라디오 시대, 손에 잡히는 경제, 두시만세, 배순탁의 B side, 문화야 놀자, 출발 주말세상 차미연입니다, 모두의 퀴즈생활 서유리입니다, 주말엔 나비인가봐, 마음연구소 (MBC 표준FM)
- 라디오 고해소 비밀번호 1053 (cpbc FM)